# Liste der Monuments historiques in Viocourt
Die Liste der Monuments historiques in Viocourt führt die Monuments historiques in der französischen Gemeinde Viocourt auf.

## Liste der Immobilien
| Bezeichnung    | Beschreibung           | Standort                | Kennzeichnung | Schutzstatus | Datum | Bild |
| -------------- | ---------------------- | ----------------------- | ------------- | ------------ | ----- | ---- |
| Friedhofskreuz | Stein, 16. Jahrhundert | auf dem Friedhof (Lage) | PA00107316    | Classé       | 1908  |      |
| Wegekreuz      | Stein, 16. Jahrhundert | Grande rue (Lage)       | PA00107317    | Classé       | 1908  |      |

## Liste der Objekte
| Bezeichnung                 | Beschreibung           | Standort                      | Kennzeichnung | Schutzstatus | Datum | Bild |
| --------------------------- | ---------------------- | ----------------------------- | ------------- | ------------ | ----- | ---- |
| Skulptur heiliger Dionysius | Stein, 16. Jahrhundert | in der Kirche St-Denis (Lage) | PM88000979    | Classé       | 1964  |      |